# 敘爾茨普富爾湖
53°49′26″N 11°56′08″E / 53.824026°N 11.93544°E

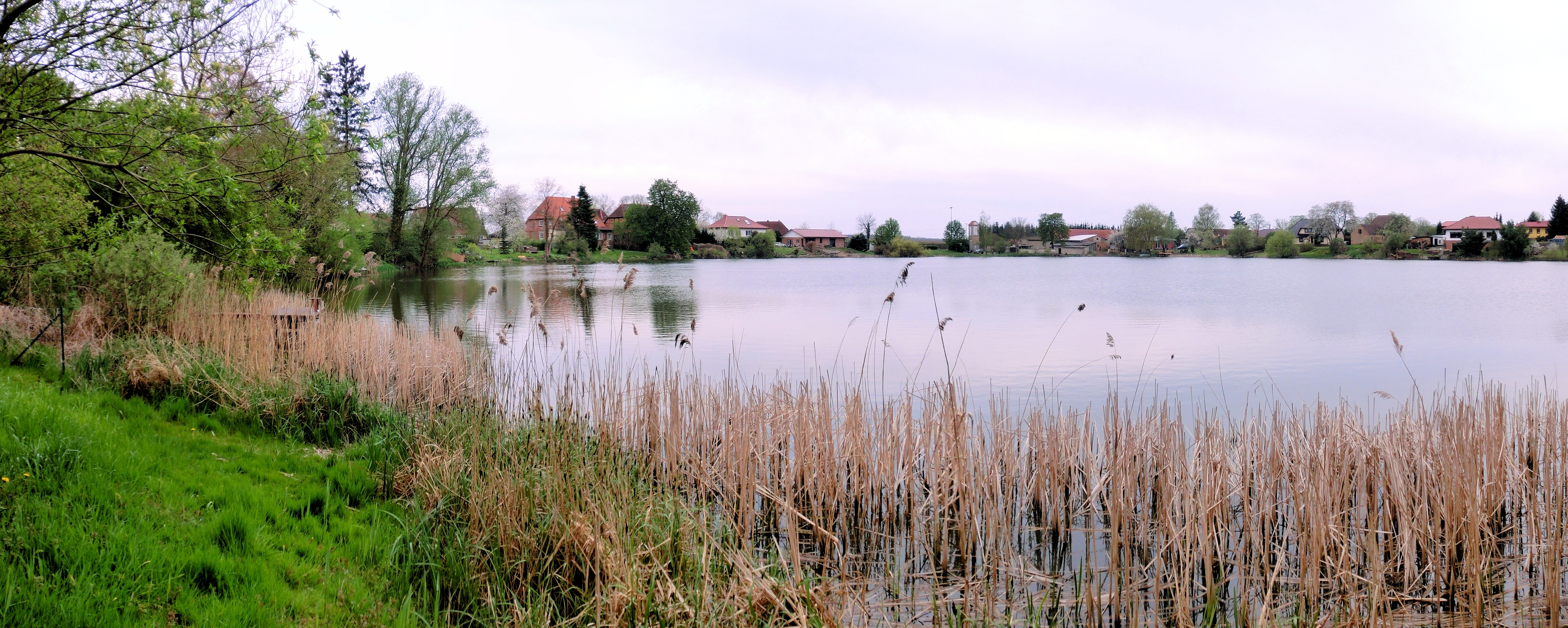

敘爾茨普富爾湖（德語：Sülzpfuhl），是德國的湖泊，位於該國東北部梅克倫堡-前波美拉尼亞州，由羅斯托克郡負責管轄，長0.3公里、寬0.2公里，面積0.04平方公里，平均水深4米，最大水深8米。